# الرمیثیه
شهر الرمیثیه (به عربی: الرمیثیة) در استان حولی در کشور کویت واقع شده‌است. جمعیت این شهر ۲۸٫۱۱۵ نفر است.